# St. Georg (Eitzendorf)

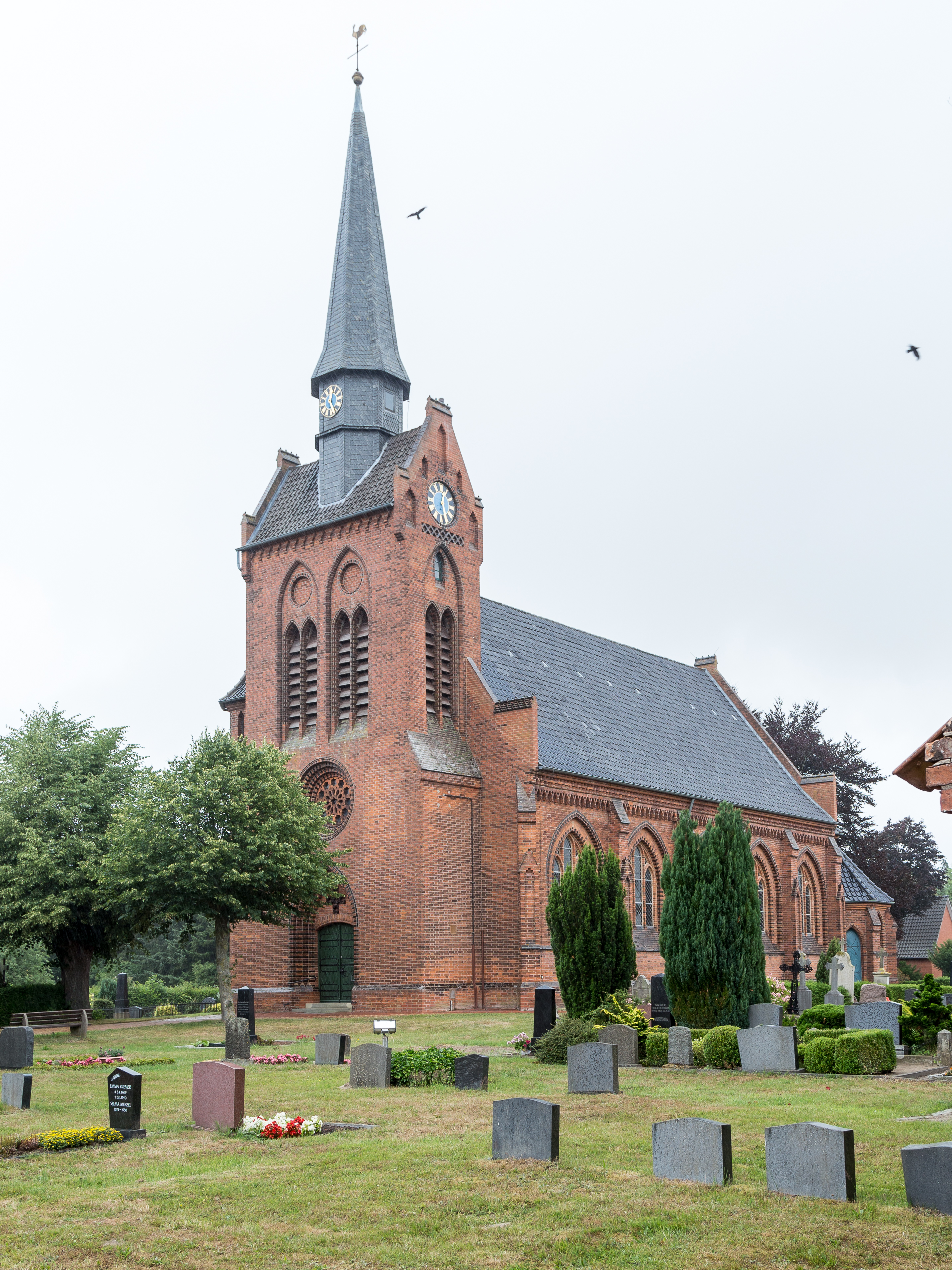
St. Georg

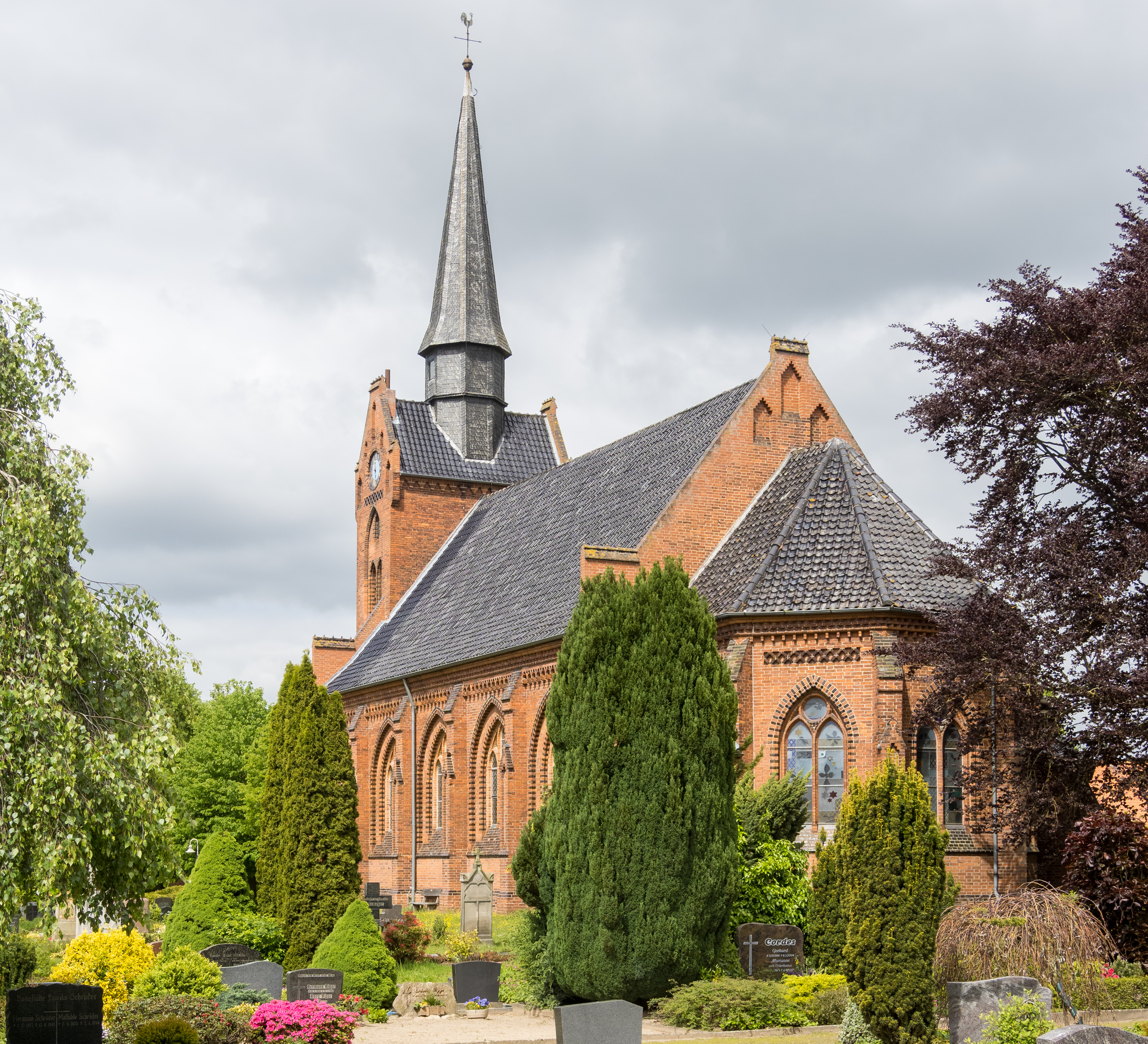
Kirche St. Georg

Die evangelisch-lutherische, denkmalgeschützte Kirche St. Georg steht auf dem Kirchfriedhof von Eitzendorf, einem Ortsteil der Gemeinde Hilgermissen im Landkreis Nienburg/Weser in Niedersachsen. Die Kirchengemeinde gehört zum Kirchenkreis Syke-Hoya im Sprengel Osnabrück der Evangelisch-lutherischen Landeskirche Hannovers.

## Beschreibung
Die neugotische Saalkirche aus Backsteinen wurde 1866/67 anstelle einer abgebrochenen Kirche aus der Zeit um 1200 von Conrad Wilhelm Hase errichtet. An das Kirchenschiff mit fünf Achsen schließt sich im Osten eine eingezogene Apsis mit 5/8-Schluss und im Westen ein querrechteckiger Fassadenturm an. Die Wände werden von Strebepfeilern gestützt, zwischen denen sich dreibahnige Maßwerkfenster befinden. Das Obergeschoss des Kirchturms hat an drei Seiten Biforien als Klangarkaden, hinter denen sich der Glockenstuhl befindet. Aus dem Satteldach zwischen den Staffelgiebeln mit den Zifferblättern der Turmuhr an der Schmalseite des Kirchturms erhebt sich ein schiefergedeckter Dachreiter.
Die fünf Joche in der Mitte des Kirchenschiffs sind mit einem Kreuzrippengewölbe auf achteckigen Pfeilern überspannt. Die schmalen Seitenschiffe werden nur angedeutet. Für den Altar und die Kanzel wurden polychrome Glanzsteine verwendet. Ein Kronleuchter wurde 1729 gestiftet. Die Orgel mit 14 Registern, verteilt auf zwei Manuale und ein Pedal, wurde 1868 von Folkert Becker gebaut, 1953 von Alfred Führer umgebaut und 2012 von Feopentow Orgelbau  rekonstruiert.
Das benachbarte Pfarrhaus Eitzendorf 70 ist auch denkmalgeschützt und ist heute das Gemeindehaus und Pfarrbüro.

## Kuriosa
Ein Modell der Kirche, deren Besonderheit damals die vermauerten Steine aus gebrannter Keramik (polychrome Glanzsteine) in Altar und Kanzel waren, wurde 1893 auf der Weltausstellung in Chicago präsentiert.